# Château de Bolinne-Harlue
Le château de Bolinne-Harlue est situé en Wallonie à Harlue, village fusionné avec celui de Bolinne depuis 1830 et rattaché à la commune d'Éghezée depuis 1977, dans la province de Namur en Belgique. Il a été construit vers la fin du XVIe siècle, début du XVIIe siècle. Au XVIIIe siècle sont encore ajoutées des dépendances et la tour-porche d'entrée. Il forme avec l'église Saint-Martin, le presbytère, la ferme, dans une campagne plantée d'arbre, un site naturel et monumental protégé et classé depuis le 26 mai 1975. 

## Historique
Le château est l'ancien siège d'une seigneurie citée en 1614 comme propriété des Heyenhoven passé par alliance à la famille de Liedekerke en 1664, puis à celle Blankart-Hovel (1890), à L. de Hemricourt de Grunne puis à la famille du Parc Locmaria. Il est constitué d'un manoir du XVIIe siècle, entouré de deux tours d'angles aux nord et à l'ouest. La tour-porche carrée de style classique est datée de 1787.
Dans la cour, une aile abrite des remises à voitures d'esprit classique avec ses cinq arcatures cintrées. Le côté N.O de la cour est occupé par le logis primitif de style traditionnel, de deux niveaux. Ce corps de logis comprend deux ailes à l'intersection desquelles une tour d'escalier carrée est éclairée par de petites baies construite dans la seconde moitié du XVIIe siècle en même temps que l'avancée du corps de logis dans la cour. 
La ferme a été incendiée en 1797 et a été reconstruite au XVIIIe siècle et XIXe siècle. Son porche-colombier  date de la première moitié du XIXe siècle.
Le presbytère de style brabançon date de la fin du XVIIIe siècle.    

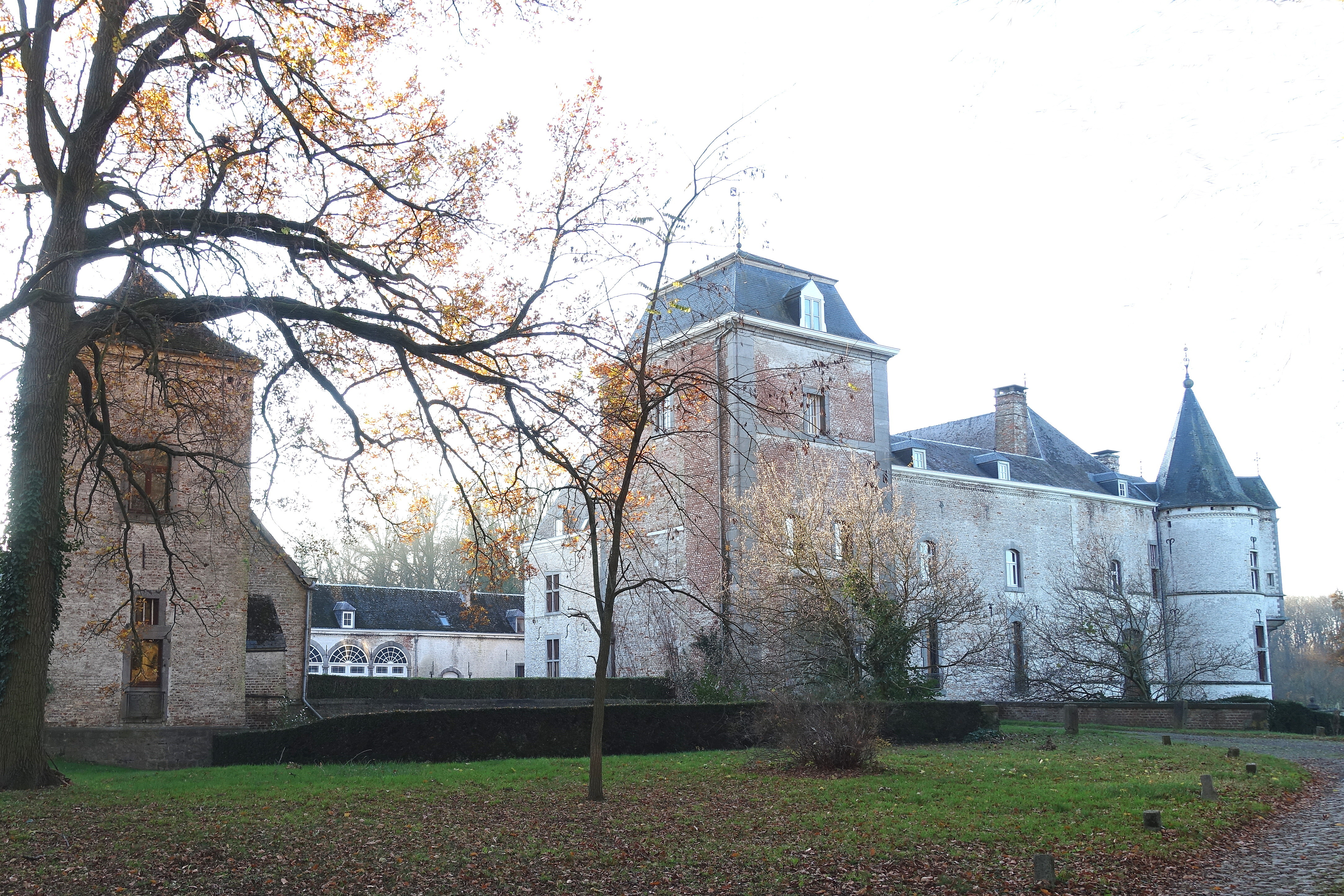
Château de Harlue
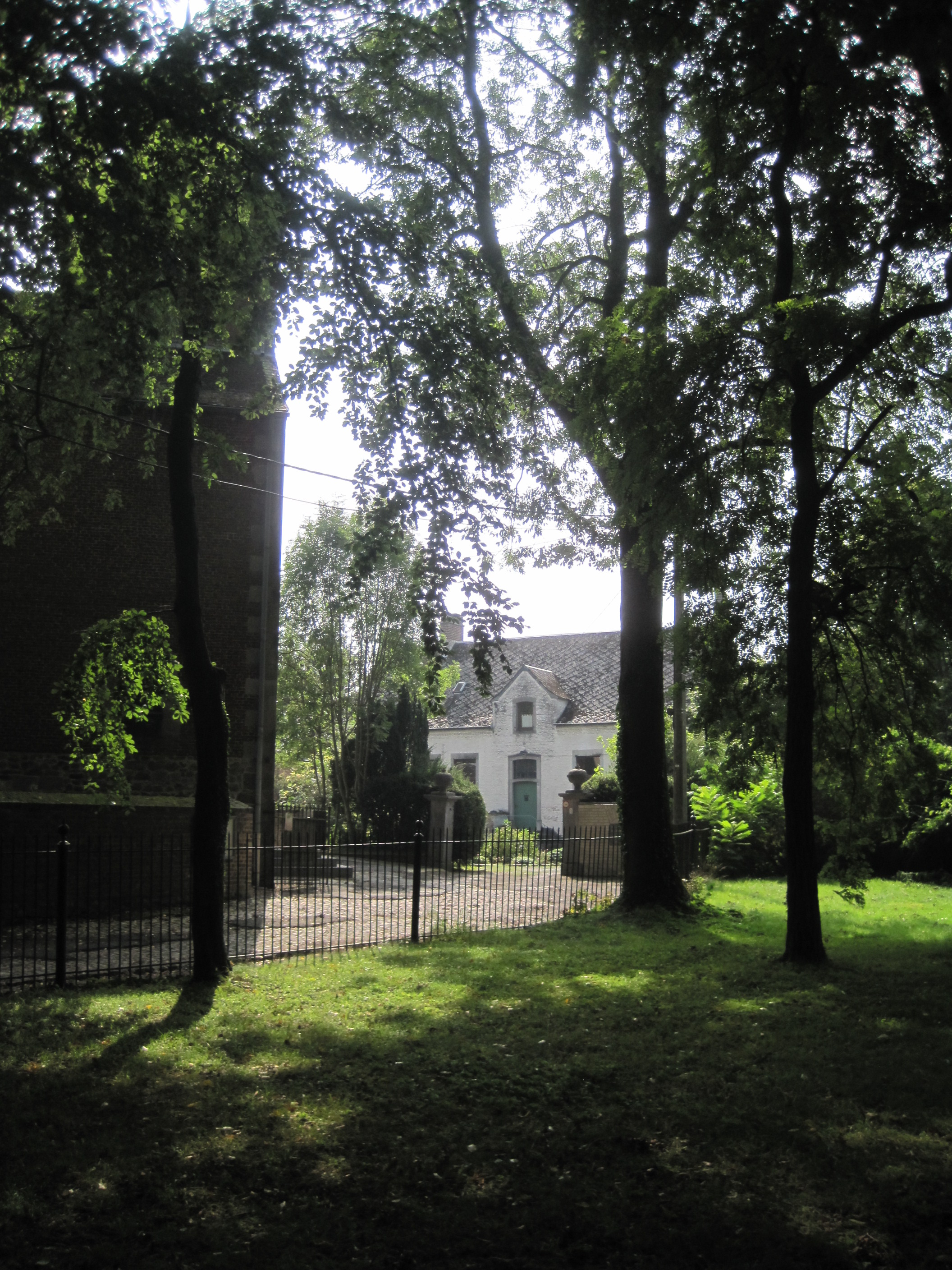
Le presbytère
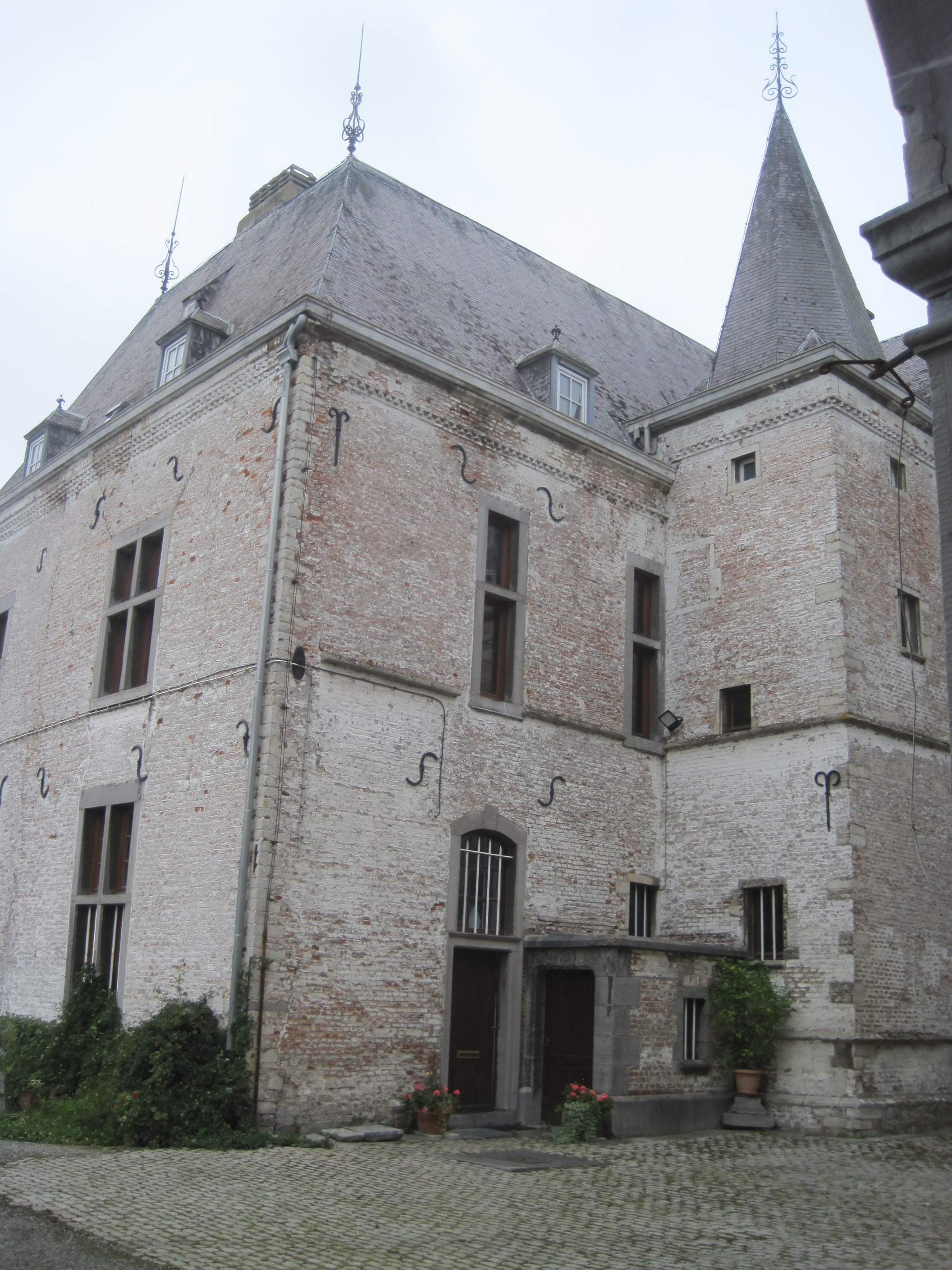
Tour carrée dans la cour
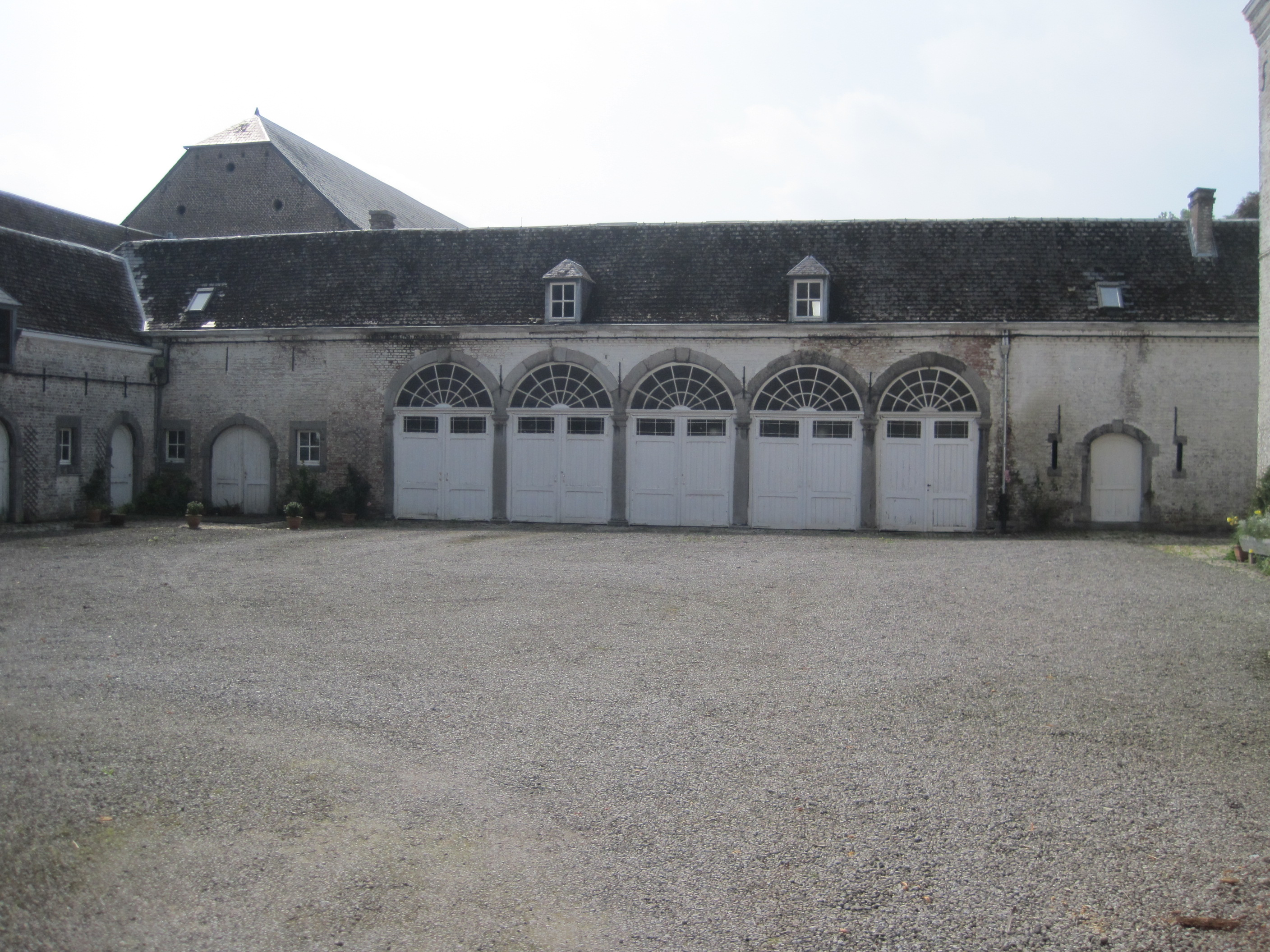
Remise à voitures
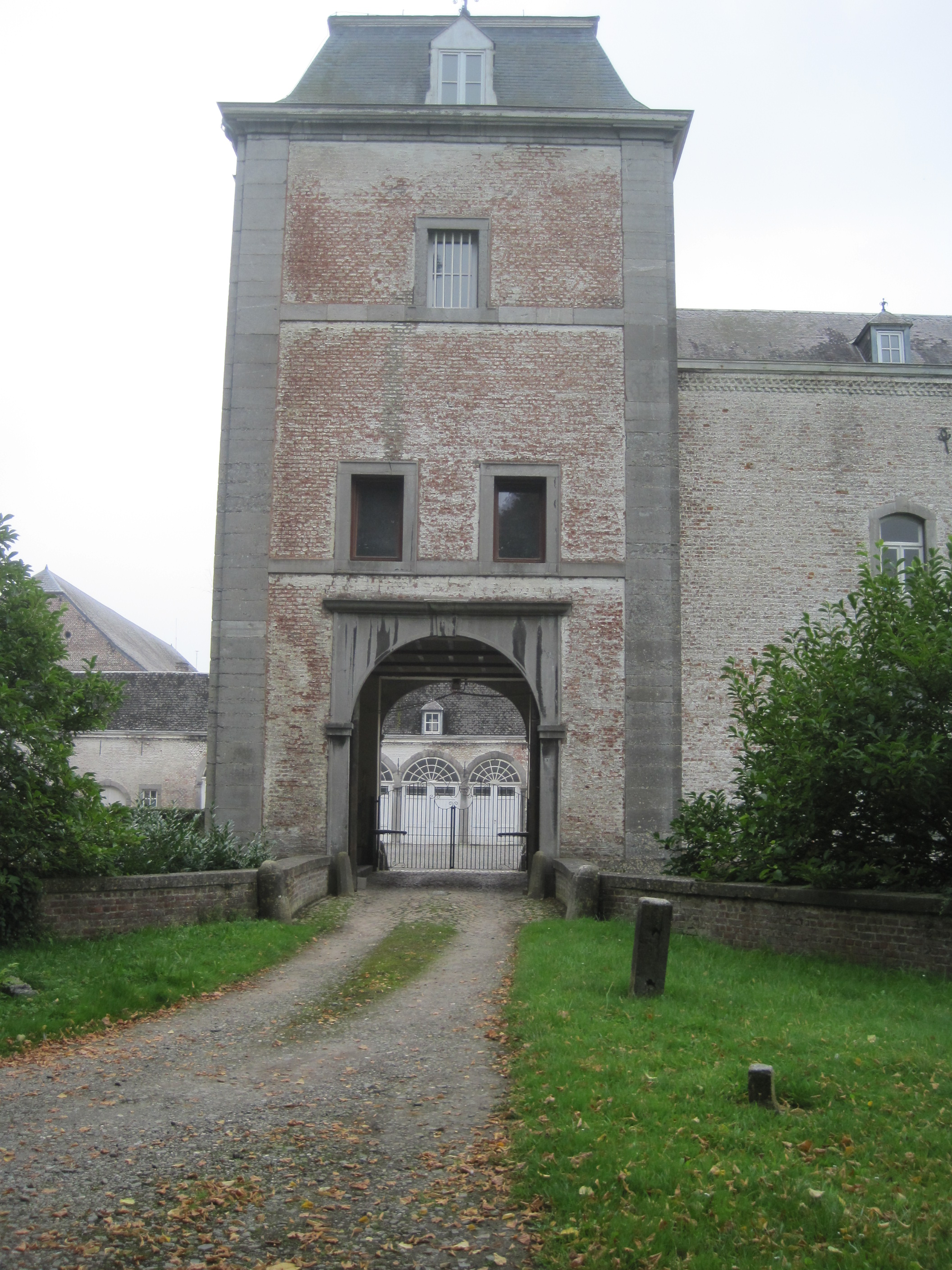
Portail d'accès principal
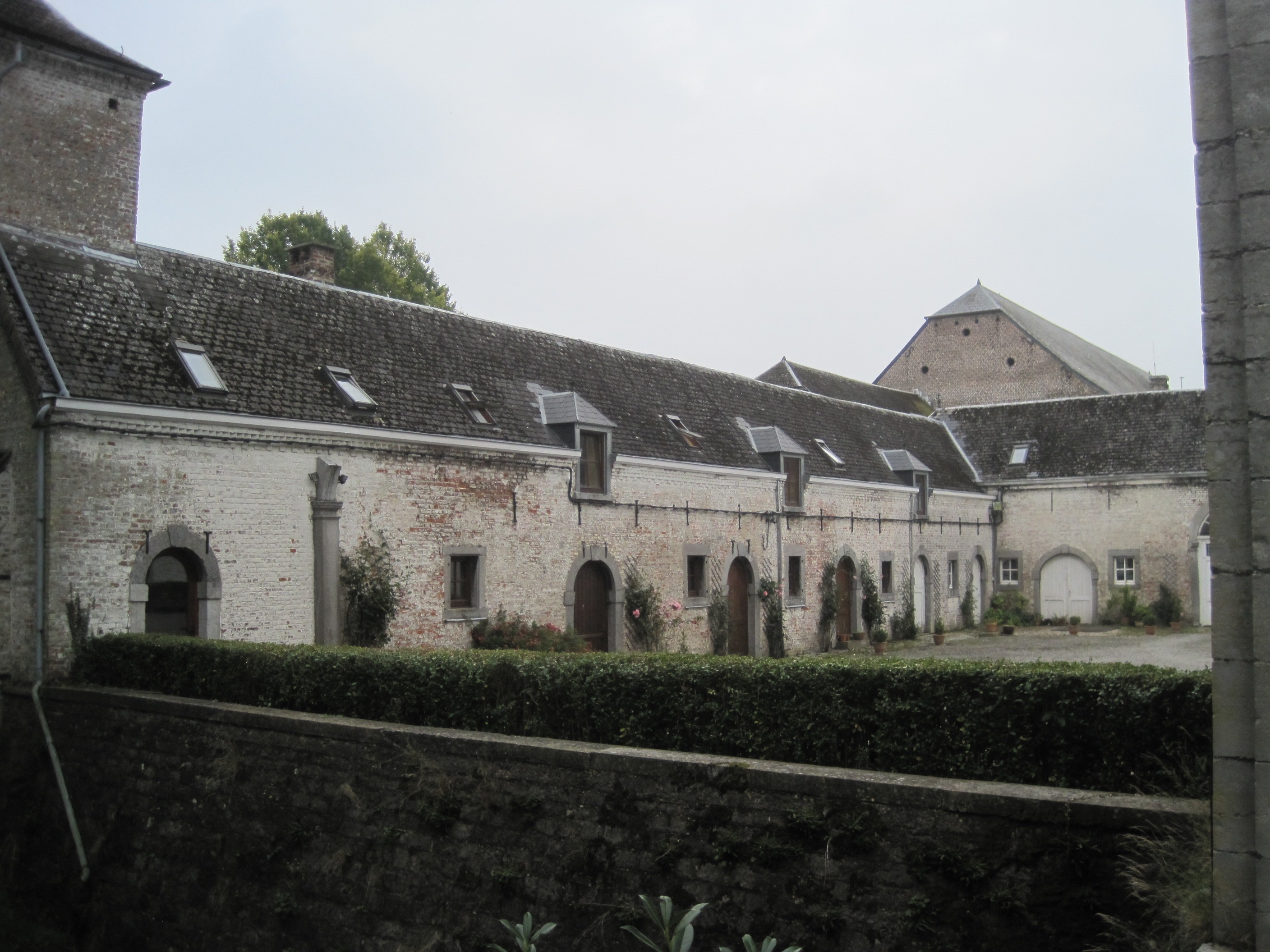
Écuries
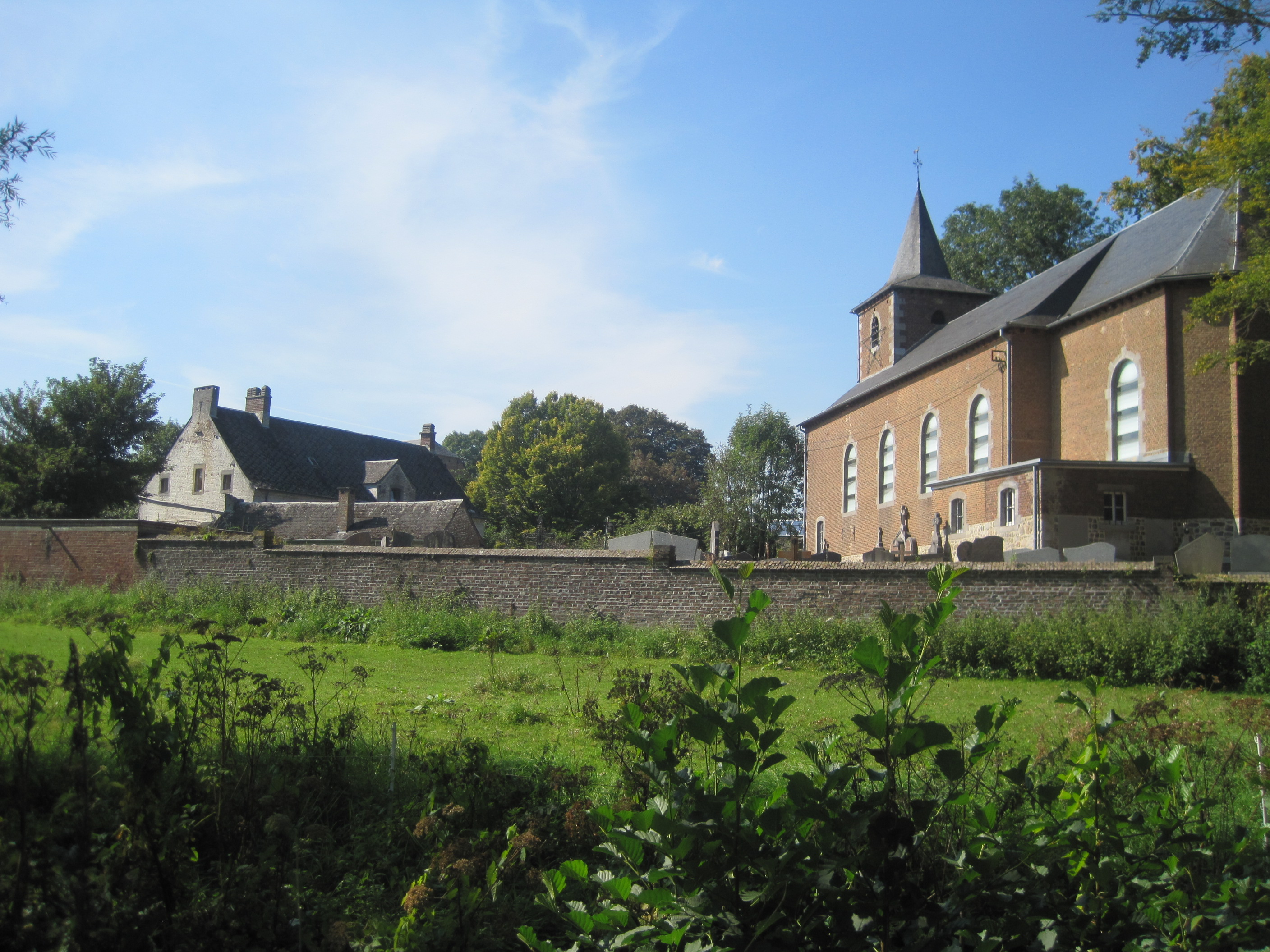
le presbytère et l'église
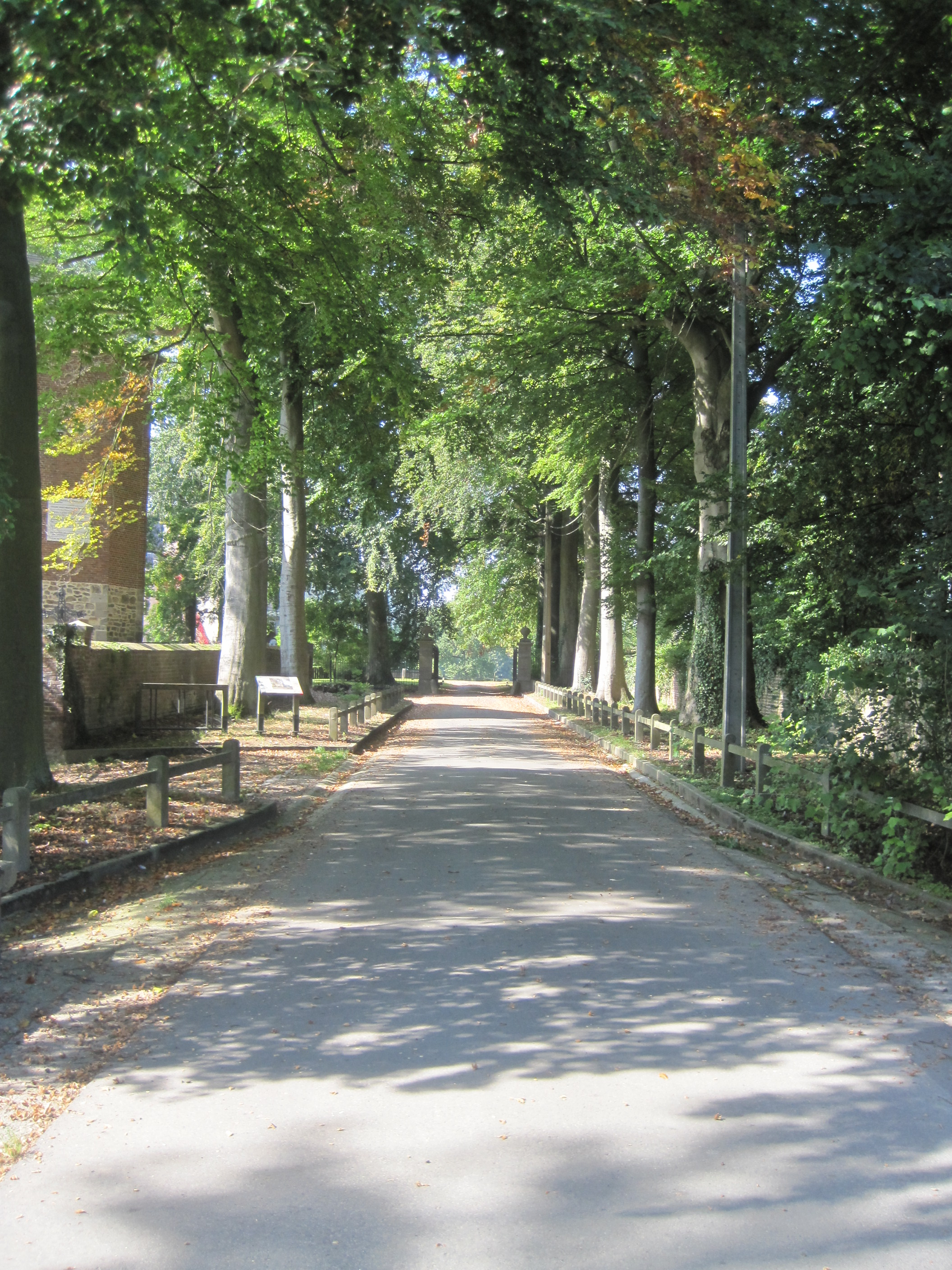
Allée de hêtres vers le château.

### Liens
- Liste des châteaux belges par région
- Liste du patrimoine immobilier classé d'Éghezée
- Page web du site d'Harlue